# Sebestyén József (festő)
Keöpeczi Sebestyén József (Szék, 1878. november 12. – Kolozsvár, 1964. december 27.). heraldikus, címerfestő, genealógus. (Nemesi előnévből felvett művésznév, helyenként Köpeczi alakban is előfordul.)

## Életpályája
A nemességet egyik őse, Sebestyén János, s általa apja, Péter kapta 1608. június 24-én Báthory Gábor fejedelemtől. Apja Sebestyén József állami tanító, anyja nemes kállai Nagy Berta. Apja Sebestyén József tanító egy Beszterce-Naszód megyei falucska, majd Beszterce városának elemi iskolájában lett igazgató, valamint presbitere a helyi református egyháznak és elnöke a magyar dalárdának is volt. Anyja nemes kállai Nagy Berta elhunyta után az apja feleségül vette Hadházy Ida kisasszonyt, akinek a szülei Hadházy József (1837–1913), désfalvi unitárius lelkész, egyházi tanácsos, Kis-Küküllő vármegye törvényhatósági bizottságának a tagja és Kele Ida voltak.
Besztercén folytatta középiskolai tanulmányait, majd 1902-ig festészetet tanult a budapesti Országos Mintarajziskolában. Ismereteit Bécsben, Münchenben a festészeti főiskolán és párizsi tanulmányútján tökéletesítette. Besztercére visszatérve festészettel foglalkozott és kardvívást tanított. A heraldika világába Sarkantyús Richárd Gyula vezette be Nagyváradon. 1903-ban Kolozsvárra költözött, ahol könyveket illusztrált és a Sándor Imre kiadásában megjelenő Genealógiai Füzetek című családtörténeti folyóirat munkatársa és szerkesztője lett. Előtte a lapnál egy másik rajzolót is alkalmaztak, de idővel már csak az ő rajzaival találkozunk, egészen 1914-ig. Közreműködésével jelent meg Sándor Imre Címerlevelek (Kolozsvár, 1910) című kétkötetes gyűjtése és a Kolozsvár czímeres emlékei (Kolozsvár, 1920) című, több kötetre tervezett munkája, melynek csak az első füzete látott napvilágot. A Persián Kálmán által szerkesztett A lengyelfalvi Orbán bárók (Kolozsvár, 1911) című kötetet is ő látta el illusztrációkkal. 1913-ban nősült először és feleségével Kolozsvárott lakott, de ez a házasság rövid életű volt. 1914-ben a lap az I. világháború és a kiadó, Sándor Imre behívása miatt megszűnt. Sebestyén Budapestre költözött, ahol a Magyar Nemzeti Múzeumban, majd a Magyar Országos Levéltárban alkalmazták megbízott címerfestőként. Mint heraldikailag képzett elismert címerfestőt felkérték az ún. magyar birodalmi középcímer megtervezésére. 1915. június 29-én, a Szilágyi Dezső téri református templomban másodszor is házasságot kötött, ahol elvette ceglédi Lakatos Margitot. A maga tervezte házassági kártyán még egy előnevet használt: „Köröspataki és Keöpeczi Sebestyén József”. Úgy tűnik, mintha budapesti tartózkodása alatt harmadszor is megnősült volna. Egyes források szerint felesége Bárdos Aurélia volt.

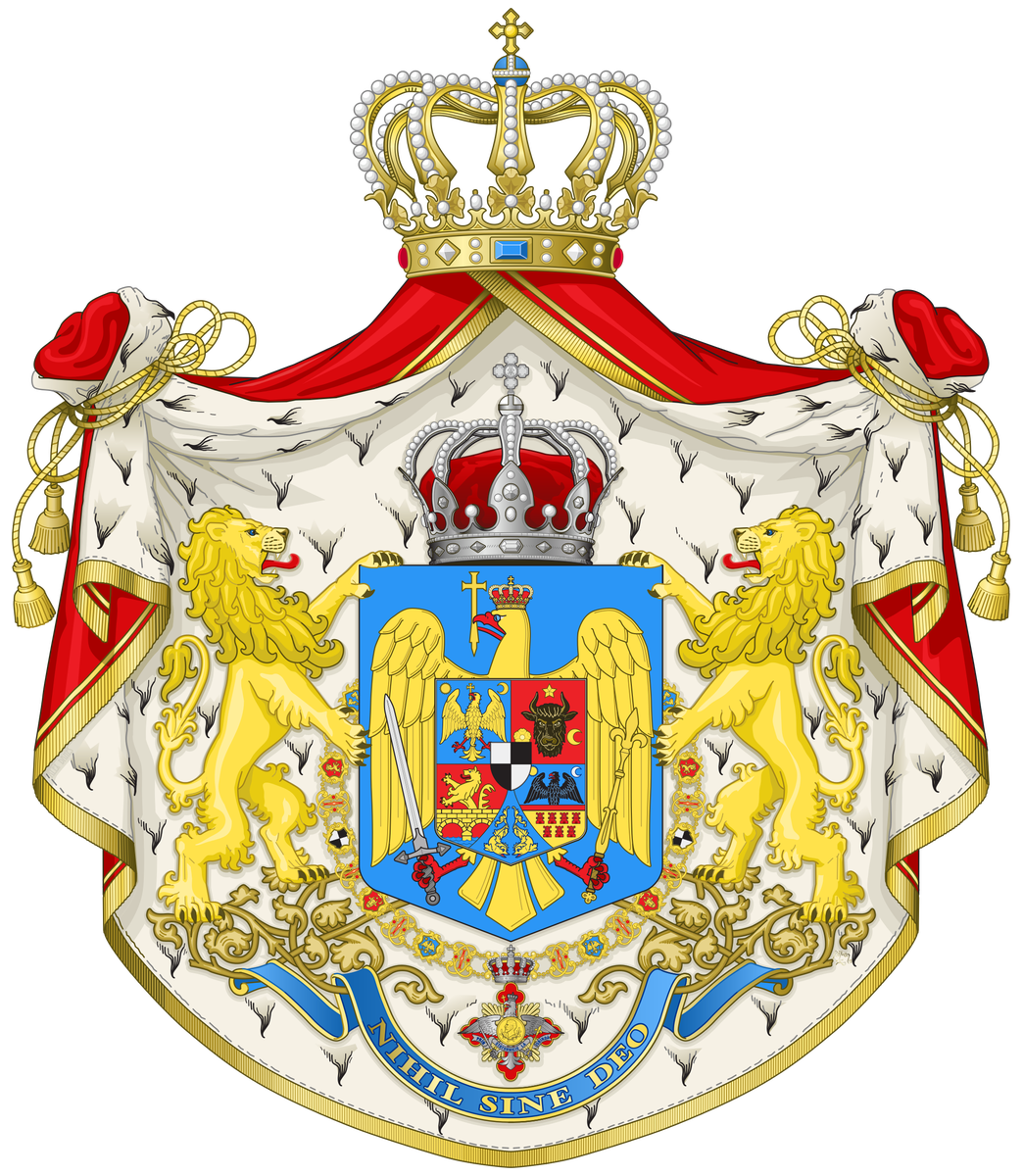
A Román Királyság címere, 1921, Sebestyén József műve

A monarchia összeomlása idején hadnagyként teljesített szolgálatot az Erdély területi épségéért küzdő Székely Hadosztályban. Hadifogolyként a brassói fellegvárban együtt raboskodott Márton Áron főhadnagy, tábori lelkésszel, ahol sikerült a kivégzést elkerülnie. Kiszabadulása után előneve miatt Köpecre internálták, ahol korábban soha nem járt. Itt élt egyszerű gazdálkodóként 1919-1940 közt, több mint húsz évig. Egy kisbirtokos fogadott leányát, miklósvári Gyenge Ilonát vette el feleségül, akitől két fia, András és Albert született (András 1946-ban meghalt, Albert pedig nem tért vissza, 1948-ban Brazíliába menekült)1921-ben I. Ferdinánd román király Bukarestbe hívta Románia államcímerének megtervezésére. A feladatot heraldikailag kifogástalan módon teljesítette. Jutalomképpen 1922. július 6-án – egy villásreggeli keretében –, a sinaiai palotában maga I. Ferdinánd király részesítette a legfelsőbb elismerésben, átnyújtva neki a román királyi koronarendet. Ő tervezte az új magyar középcímert. Rá akarták bízni az 1920 utáni új megyei és városi címerek megtervezését is, de megbízói sablonos elképzelései miatt ezt nem vállalta. Ezért visszatért falujába, Köpecre.
Ezt követően a köpeci református templom karzat- és mennyezetkazettáit festette ki művészi módon. 1927-ben Lukinich Imre megbízásából, a történész-professzor által írandó betleni Bethlen család története számára fel kellett kutatnia minden, az ősi család történetével kapcsolatos emléket és meg is kellett örökítenie azokat. Számos szép ex librist készített Kelemen Lajos (Ex libris Ludovici Kelemen de Nagy Ernye), dr. Hirschler József, Herepei János (Ex libris Joannis Herepei de Magyarherepe), dr. Jancsó Elemér, Gyalui Farkas, Domokos Pál Péter, Bálint József (Ex libris Josephi Bálint), Kolozs Lajos, Otto von Albrichsfeld (Mein Buch Otto v. Albrichsfeld), sárfalvi Héjja Szilárd, dr. Nyírő István (Ex bibliotheca Dr. Stephani Nyíreő de Székelyudvarhely), Bágyuj Lajos (Ex libris Architecti Ludovici Bágyuj) és az egyik legjobb barátja Cs. Bogáts Dénes (Ex libris Dionysii Bogáts de Csíkmadaras) részére, amelyeken díszítőelemként főleg családi címerek szerepeltek. A kisgrafika kiváló alkotásai a kolozsvári Egyetemi Könyvtárnak, a Ferenc József Tudományegyetem jogi karának és az Orvosi kar letéte az egyetem könyvtárában címet viselő könyvjegyei. A legszebb, legdíszesebb ex librist önmagának készítette, amely valóságos címerkompozíció.
Orbán Balázs előtt, a nagy tudós születésének 100. évfordulóján az Orbán Balázs és a címerek (In: Ki volt Orbán Balázs? Székelykeresztúr, 1929) című tanulmányával tisztelgett. Tagja volt az 1922. december 28-án, Kolozsvárt megalakult Országos Magyar Pártnak és a sepsiszentgyörgyi székhellyel működő Háromszék vármegyei Magyar Párttagozat Intézőbizottságának. Csutak Vilmos igazgatósága alatt szoros kapcsolatban állt a sepsiszentgyörgyi Székely Nemzeti Múzeummal. 1931-ben igazgatósági választmányi tag is volt. Bekapcsolódott a háromszéki műemlékvédelmi tevékenységbe is. 1932-ben részt vett a gelencei műemléktemplom, 1937-ben a vargyasi Dániel-kastély (1937) restaurálási, helyreállítási munkálataiban. Csutak Vilmos fiaival együtt szoros ellenőrzés alatt akarta tartani a bohém természetű művészt, aki ezt nem tűrte, hanem 1938-ban elhagyta a háromszéki várost, a múzeumot és egész családjával katolizált. Fiait átíratta a gyulafehérvári gimnáziumba. Később Brassóban a Barcasági Szász Múzeumnak dolgozott. Részt vett a Fekete templom restaurálásában és a Brassovia-vár feltárásában. 1938 után, amikor barátját Herepei Jánost választották meg igazgatónak, a Székely Nemzeti Múzeum számára elkészítette a székelység és a múzeum címerét. Tanulmányokban dolgozta fel egyes erdélyi városok (Brassó, Kolozsvár) címerének történetét. 1939. február 12-én, a kolozsvári Szent Mihály-templomban püspökké szentelt Márton Áron címerét és jelmondatát (Non recuso laborem) ő alkotta meg három nap múlva, január 15-én.
A kolozsvári református kollégium - Szabó T. Attila és felesége, Csáti Éva megrendelésére készített - címere (1940) a Farkas utcai református parókián látható. Ugyanott állították ki a kolozsvári református egyház ősi címerét ábrázoló festményét. A templomban látható betleni gróf Bethlen Karolina (1849–1914) és özvegy gróf hidvégi Nemes Jánosné, betleni gróf Bethlen Polixéna (1850–1939) halotti címere. Számos családi címert festett barátsága jeléül vagy megrendelésre, mint a szemerjai Szász, magyarherepei Herepei, nagyborosnyói Bartha, keslóci Bogáthy, csíktapolcai Sárossy családok számára.

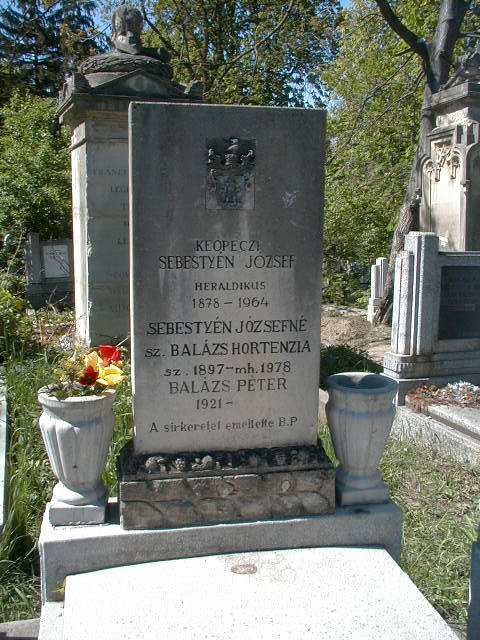
Keöpeci Sebestyén József sírja Kolozsvárott, a Házsongárdi temetőben

1942-ben családjával Kolozsvárra költözött. Kelemen Lajos, levéltári főigazgató ajánlására az Egyetemi Könyvtár tisztviselőjeként alkalmazták, akinek művészettörténeti tanulmányaihoz készített tudományos, egyben művészi értékű illusztrációkat. 1944-ben, közvetlenül a front átvonulása után, Kelemen Lajos irányításával, Jakó Zsigmond Pál, Szabó T. Attila segítőtársaként Erdély jelentősebb kirabolt, felégetett kastélyaiban, kúriáiban gyűjtötték be a családi levéltárak és könyvtárak roncsait. 1946-ban Entz Géza az ő segítségét kérte a széki református templom helyreállítására. 1948-ig, a szerzetesrendek erőszakos feloszlatásáig a Ferences rend provinciálisa, P. Benedek Fidél gyakorta hívta meg ebédre a kolozsvári rendházba a szegény sorsú művészembert barátjával, Kelemen Lajossal együtt.
Ebben az időszakban már rendkívül nehezen élt, sokat nélkülözött. Az 1950-es években egy Rácz nevű órásmester számára végzett családfakutatásokat. Megírta a borosjenői Rácz család krónikáját, mely Jordáky Lajos közvetítésével a kolozsvári Állami Levéltárba jutott. 1956-ban Bágyuj Lajost segítette a kolozsvári Szent Mihály-templom restaurálási munkálatainál. Megtervezte Bágyuj Lajos építőmester címerét, amelyet az egyik ügyes kezű faragómester kőbe is vésett. 1960-ban a gyulafehérvári központtal, de kolozsvári székhellyel, a Szent Mihály-plébánián működő Római Katolikus Egyházművészeti Bizottság tagja lett. 86 éves korában halt meg, Kolozsvárott.

## Művei
Kutató és illusztrációs tevékenysége során azt az álláspontot fejtette ki, hogy Erdély kultúrája és műveltsége a kereszténység honi megszületése óta része a nyugati kultúrkörnek. Kiindulópontként az egyház szerepét, fontosságát határozta meg. „A műveltség hordozója a vallás. Ameddig a Nyugat vallása terjedt, addig terjedt Nyugat műveltsége.”
Tanulmányokban dolgozta fel egyes erdélyi városok (Brassó, Kolozsvár) címereinek történetét. Erdély címertanának megismeréséhez ma is elengedhetetlenül fontos munkái:
- A Becse-Gergely nemzetség, az Apafi és a bethleni gróf Bethlen család címere. (Erdélyi Irodalmi Szemle 1928. V. 1-4 sz. 69-83. és Cluj-Kolozsvár, 1928. Erdélyi Tudományos Füzetek 13. sz.)
- Kolozsvár szabad királyi város címere. (Kolozsvári Szemle 1943. II. 4. sz. 263-275. és klny. Kolozsvár, 1944. Kolozsvári Szemle Könyvtára 14. sz.)

Kisebb írásai: a Genealógiai Füzetek, Pásztortűz, Művészeti Szalon, Kolozsvári Szemle, Erdélyi Irodalmi Szemle, Erdélyi Múzeum, a Kelemen Lajos-emlékkönyv, az Erdélyi Tudományos Füzetek, az Ilustrația, Flacăra, a szebeni Siebenbürgischen Vierteljahrschrift, és a brassói Mitteilungen des Burzenland Sächsischen Museum című lapokban jelentek meg